# Harry Potter e l'Ordine della Fenice (film)
Harry Potter e l'Ordine della Fenice (Harry Potter and the Order of the Phoenix) è un film del 2007 diretto da David Yates.
La pellicola è l'adattamento cinematografico dell'omonimo romanzo di J. K. Rowling, ed è il quinto capitolo cinematografico della saga di Harry Potter, il film vede il cambio di regia da Mike Newell, che aveva diretto Il calice di fuoco, a Yates, e di sceneggiatura, curata dallo scrittore Michael Goldenberg, che sostituisce Steve Kloves.
Con 938500000 $. è il terzo film della saga ad avere incassato di più, superando il precedente capitolo, e preceduto solamente da Harry Potter e la pietra filosofale e da Harry Potter e i Doni della Morte - Parte 2. Il quinto film della saga si è classificato al secondo posto tra i film più visti nel 2007, dietro Pirati dei Caraibi - Ai confini del mondo.

## Trama
Durante le vacanze estive, Harry è alle prese con suo cugino Dudley, che continua a prenderlo in giro, quando improvvisamente appaiono due Dissennatori, che attaccano i due. Il ragazzo è allora costretto ad evocare un Patronus per respingere i dissennatori e salvare il cugino, che da quel momento comincerà a trattarlo con rispetto. In quel momento, però, gli arriva una lettera dal Ministero della Magia: è stato espulso da Hogwarts.
Trasferitosi per il resto dell'estate a casa di Sirius Black, al numero 12 di Grimmauld Place a Londra, viene a sapere da Ron, Hermione, Ginny, Fred e George che la residenza del suo padrino è il quartier generale dell'Ordine della Fenice, un'organizzazione segreta capeggiata da Silente in persona, con lo scopo di contrastare Lord Voldemort e i suoi Mangiamorte. All'Ordine appartengono tra gli altri Alastor Moody, i genitori di Ron, Sirius Black, Remus Lupin e Severus Piton. In origine facevano parte dell'organizzazione anche i genitori di Neville Paciock e quelli di Harry.
Tornato ad Hogwarts, nel corso dell'anno scolastico il ragazzo ha alcune difficoltà nell'integrarsi con i suoi compagni: nessuno gli crede riguardo a ciò che disse l'anno precedente in merito al ritorno di Voldemort, dato che il Ministero della Magia, attraverso la Gazzetta del Profeta, ha negato che il Signore Oscuro sia tornato e insinua che Silente stia creando un esercito personale per diventare Ministro con la forza. Dolores Umbridge, sottosegretaria anziana del Ministro della Magia, assume il ruolo di insegnante di Difesa Contro le Arti Oscure, ma si viene a scoprire che è stata inviata al solo scopo di esercitare un controllo diretto del Ministero all'interno della scuola; applicherà quindi solamente lezioni teoriche per la preparazione ai G.U.F.O. (Giudizio Unico per Fattucchieri Ordinari, la laurea magica), acquisendo sempre più potere con il ruolo di Inquisitore Supremo e punendo in maniera orribile alcuni studenti, Harry in particolare. Inoltre, dopo un'ispezione agli insegnanti, la Umbridge licenzia e tenta di cacciare la professoressa Cooman, ma Silente glielo proibisce. Tuttavia, non tutti sono contro Harry, così il ragazzo, assieme a questi suoi sostenitori, si oppone alla linea di condotta della professoressa Umbridge e crea un'organizzazione studentesca clandestina, volta ad imparare a combattere e difendersi: l'Esercito di Silente (E.S.), che si eserciterà in una stanza nascosta nel castello, la segretissima Stanza delle Necessità (scoperta per caso da Neville), dove ognuno trova tutto ciò di cui ha bisogno in qualsiasi momento. Dopo la fine di una di queste esercitazioni, Harry e Cho Chang (l'ex di Cedric Diggory) si baciano, dando inizio alla loro relazione.
Nella notte di Natale, il ragazzo ha un incubo: si immedesima in Nagini, il grosso serpente di Voldemort, ferisce Arthur Weasley in una stanza del Ministero; il sogno si rivelerà poi veritiero. Il signor Weasley viene poi ritrovato e guarito, ma tale fatto, però, rappresenta un segno che tra la mente di Voldemort e quella di Harry c'è una connessione involontaria: per questo motivo, il ragazzo comincia a frequentare lezioni di Occlumanzia dal professor Piton, nella speranza di difendere la propria mente dalle intrusioni di Voldemort. Sarà proprio durante una di queste lezioni che Harry scoprirà l'origine dell'odio che Piton prova per lui e suo padre: da studente era vittima di bullismo da parte di suo padre James, Sirius, Peter Minus e Lupin, sin dal primo anno.
L'E.S. fa molti progressi e migliora grazie agli insegnamenti di Harry, ma Cho Chang viene catturata dalla Umbridge e dai Serpeverde e, bevendo del Veritaserum, confessa dove si trova la Stanza delle Necessità, i ragazzi dell'E.S. vengono quindi catturati. Silente, intenzionato a difendere Harry, si assume di fronte alla Umbridge e ai funzionari del Ministero della Magia (tra cui lo stesso Cornelius Caramell), la responsabilità di aver creato di persona l'organizzazione studentesca, e sfugge all'arresto smaterializzandosi in un altro luogo. La professoressa Umbridge lo sostituisce nel ruolo di Preside di Hogwarts e i ragazzi dell'E.S. vengono puniti da lei mentre Cho, colpevole del tradimento, viene lasciata da Harry.
La scomparsa di Silente preoccupa non poco anche l'appena ritornato Hagrid, mandato per conto del Preside, assieme a Madame Maxime (la preside mezzogigantessa di Beauxbatons), a creare un'alleanza con i giganti, ma non hanno avuto successo. Come se non bastasse, essi gli hanno rifilato il suo poco sveglio mezzo fratello, Grop, e chiede a Harry di occuparsene nel caso la Umbridge lo facesse licenziare. Durante l'esame G.U.F.O., interrotto da una pubblicità del negozio di scherzi di Fred e George, Tiri Vispi Weasley, il ragazzo ha un'ennesima visione: Voldemort ha rapito Sirius e lo sta torturando con la Maledizione Cruciatus all'interno dell'Ufficio Misteri, al Ministero. Harry decide quindi di andare a salvarlo, ma è fermato dalla Umbridge, sicura che volesse contattare Silente, tuttavia Hermione, grazie all'aiuto di Grop e dei centauri, riesce a neutralizzarla.
Harry, insieme a Ron, Hermione, Neville, Luna e Ginny raggiunge Londra. L'E.S. raggiunge l'Ufficio Misteri, pieno di sfere di cristallo contenenti profezie che riguardano le sorti di ogni persona, e trovano una profezia con il nome di Harry: nella sfera, la voce della Cooman (colei che ha predetto la profezia), rivela che Voldermort avrebbe "designato suo eguale" il figlio dei suoi avversari nato a fine Luglio, concludendo che "Nessuno dei due può vivere, se l'altro sopravvive". Ma in quel momento il ragazzo e gli altri vengono intrappolati dall'improvvisa apparizione di alcuni Mangiamorte, due dei quali sono Lucius Malfoy e Bellatrix Lestrange, cugina di Sirius Black, evasa da Azkaban, nella quale era stata rinchiusa assieme a Barty per la pratica della maledizione Cruciatus sui coniugi Paciok. I Mangiamorte rivelano che Sirius non stava subendo la maledizione Cruciatus: era tutta una trappola per far prendere a Harry la profezia (solo coloro di cui parla la stessa profezia possono raccoglierla) e portarla a Voldemort.
La tentata fuga dei ragazzi, preparati a combattere i Mangiamorte, non è servita a disfarsene: nel tentativo di sottrarre la profezia a Harry, Lucius minaccia di uccidere anche gli amici. Il ragazzo gli cede la profezia, ma improvvisamente appaiono Sirius Black e i membri dell'Ordine Della Fenice, mandati da Piton e ricostituiti per opporsi a Voldemort. I membri combattono contro i Mangiamorte e nello scontro la profezia di Harry cade a terra e si rompe. La battaglia si conclude: i Mangiamorte sono sconfitti, ma mentre Sirius esulta, Bellatrix, a tradimento, lo uccide e il suo corpo attraversa l'arco velato, un portale per l'aldilà.
Harry, pieno di dolore e di rabbia per la morte del padrino, tenta di usare la Maledizione Cruciatus sulla donna, ma subito appare Lord Voldemort, e subito dopo anche Albus Silente, che sfida il Signore Oscuro in una battaglia fino all'ultimo colpo di bacchetta. Voldemort perde, ma si impossessa del corpo di Harry, tuttavia l'amore dello spirito della madre e dei suoi ricordi lo protegge dalle possenti azioni malefiche del Signore Oscuro, che è costretto a lasciare stare il ragazzo e poi, colto di sorpresa dai membri del Ministero della Magia e dagli Auror appena arrivati, si dà alla fuga; Silente corre verso Harry concludendo così il film.

## Produzione
Steve Kloves, sceneggiatore dei primi quattro film della serie, non era disponibile a causa di impegni lavorativi precedentemente presi; quindi il copione venne scritto da Michael Goldenberg, che era stato preso in considerazione in occasione del primo film.

### Regia
Il regista David Yates subentra a Mike Newell che aveva diretto il precedente capitolo Harry Potter e il calice di fuoco. La produzione aveva contattato registi del calibro di Jean-Pierre Jeunet, Matthew Vaughn, Mira Nair e, per la seconda volta, Guillermo Del Toro, ma tutti declinarono l'offerta.
Il produttore David Heyman disse di aver scelto Yates alla regia per l'approccio politico nei suoi precedenti lavori televisivi dato che il tema della politica sarebbe stato molto presente, come lo era già nel libro.
La pre-produzione del film è iniziata ad agosto 2005, le riprese del film sono cominciate il 6 febbraio 2006 e sono terminate il 12 dicembre 2006, secondo quanto affermato dall'autrice J. K. Rowling sul suo sito web nella pagina di diario del 19 dicembre 2006. Il budget del film è stato di circa 150000000 $.
David Yates ha in seguito detto di aver girato un film di tre ore ma la produzione gli ha chiesto di tagliare qualcosa. Yates si è quindi visto costretto a tagliare circa 45 minuti di girato rendendo la durata di due ore e diciotto minuti.

### Cast
Il casting del film è iniziato nel maggio 2005 quando Daniel Radcliffe ha rivelato che avrebbe ripreso il ruolo di Harry; in seguito molti altri attori annunciarono il loro ritorno nel film, tra cui Rupert Grint, Emma Watson, Katie Leung e Ralph Fiennes.
Imelda Staunton è stata scelta ai primi di gennaio 2006 per interpretare la professoressa Dolores Umbridge nel film.
Inizialmente il personaggio di Luna Lovegood non doveva comparire, ma il regista David Yates ha deciso di inserirlo e, dopo una lunga selezione, la quattordicenne Evanna Lynch, grande ammiratrice della saga di Harry Potter, fu scelta per interpretare il ruolo. La figlia di Madonna, Lola Leon, di 9 anni, avuta dal matrimonio con l'ex fidanzato Carlos Leon, si era preparata per partecipare ai provini per l'interpretazione di Luna Lovegood, ma la cantante ha impedito alla figlia di parteciparvi, visto che la produzione cercava per la parte una ragazza dai 13 ai 16 anni.
Le attrici Elizabeth Hurley e Helen McCrory furono considerate per il ruolo di Bellatrix Lestrange, ma entrambe rifiutarono e alla fine venne scelta Helena Bonham Carter, il cui ingaggio venne tuttavia rivelato solo a maggio 2006. La McCory fu tuttavia assunta l'anno successivo per il ruolo di Narcissa Malfoy, sorella di Bellatrix, nel sesto capitolo della saga Harry Potter e il principe mezzosangue.
Inoltre la famiglia del calciatore Theo Walcott compare nel film in un cameo. Furono scelti dal regista David Yates, che aveva una relazione con Yvonne Walcott, la zia di Theo. Anche quest'ultimo era in trattative per partecipare, venendo poi bloccato dal suo team a causa di conflitti di tempistica.

## Promozione
L'anteprima mondiale si è tenuta il 3 luglio 2007 a Londra, mentre negli Stati Uniti l'anteprima del film si è tenuta l'8 luglio 2007 a Los Angeles. In Italia il film è stato proiettato in anteprima nazionale in apertura della 37º edizione del Giffoni Film Festival il 10 luglio 2007.
La Warner Bros., sul proprio sito web, informò che gli ultimi 20 minuti di Harry Potter e l'Ordine della Fenice trasmesso al cinema sono stati convertiti digitalmente nel nuovo formato di alta definizione IMAX 3D. La Warner Bros. stessa annunciò che i multisala con la tecnologia IMAX 3D avrebbero avuto una qualità nettamente superiore dell'immagine rispetto a quella di un proiettore classico: non solo i colori sarebbero stati più accesi, ma anche le sequenze nettamente migliori. Per i cinema che non disponevano ancora dell'IMAX 3D, la Warner informò che gli ultimi 20 minuti del film avrebbero avuto una qualità superiore a quella di un proiettore classico, ma inferiore rispetto a quella proiettata tramite tecnologia IMAX 3D. L'azienda ha inoltre destato non poche polemiche per un poster da loro creato, in cui il seno della diciassettenne Emma Watson appariva più prosperoso rispetto ai cartelloni originali, perché ritoccato al computer. La IMAX ha subito rimosso l'immagine dal sito, dichiarando che si trattava di una versione "non approvata".

## Colonna sonora
La colonna sonora del film, composta da Nicholas Hooper, è stata pubblicata l'11 luglio 2007.

## Distribuzione
Il film è uscito nelle sale cinematografiche britanniche e americane il 12 luglio 2007 e in Italia il giorno prima.

### Edizioni home video
La Warner Bros. ha distribuito il quinto film in DVD nel mercato americano il 18 novembre 2007 e in quello italiano il 20 novembre 2007, disponibile in edizione a disco singolo e a disco doppio. Lo stesso giorno è stata messa in vendita pure la versione del film ad alta definizione Blu-ray Disc e HD DVD.

## Accoglienza

### Incassi
Il quinto film della saga è stato campione di incassi: durante il primo giorno di programmazione, negli Stati Uniti, ha incassato circa 44755000 $, ottenendo così il quinto miglior giorno d'apertura di sempre e superando anche i risultati del quarto film. Record di incassi anche nelle sale italiane, con circa 2300000 € nella sola giornata di mercoledì 11 luglio 2007.
Alla prima settimana di programmazione, la Warner Bros. ha confermato che il quinto capitolo della saga ha incassato, a livello internazionale, circa 330300000 $, posizionandosi già al 5º posto dei film più visti nel 2007. Nelle sale americane, nella prima settimana di programmazione, il film ha ottenuto ben 140017000 $, classificandosi al primo posto dei film più visti della settimana. Lo stesso è accaduto ai box office italiani, dove nella prima settimana di programmazione il film ha incassato circa 7916631 €.
Alla seconda settimana di programmazione, il quinto film della saga raggiunse, a livello internazionale, circa 558800000 $, posizionandosi al 4º posto dei film più visti nel 2007, scavalcando il film 300 di Zack Snyder. Negli Stati Uniti, nella seconda settimana di programmazione, il film ha raggiunto quota 207541000 $, mentre ai box office italiani, sempre nella seconda settimana di programmazione, il film ha incassato circa 12821648 €, rimanendo in testa nei film più visti della settimana nelle sale italiane.
Nella terza settimana di programmazione, il quinto film della saga ha incassato, a livello internazionale, circa 691800000 $, mantenendo sempre il 4º posto nei film più visti del 2007, mentre ai box office americani raggiunse quota 242439214 $, rimanendo sempre in testa nella classifica dei film più visti nella settimana. Lo stesso è accaduto nei box office italiani, dove il film ha incassato circa 15200493 €.
Alla quarta settimana di programmazione, il film raggiunse l'incasso di circa 770500000 $ a livello internazionale, superando Shrek terzo e posizionandosi al 3º posto nella classifica dei film più visti nel 2007. Negli Stati Uniti, nella quarta settimana, il film ha raggiunto l'incasso di circa 260790000 $, mentre ai box office italiani, il film ha raggiunto quota 16523361 €.
Alla quinta settimana di programmazione, il film raggiunse un incasso record di 825000000 $ a livello internazionale, avvicinandosi all'incasso del quarto film che arrivò a 892 milioni di dollari circa. Negli Stati Uniti, il quinto film, alla quinta settimana, raggiunse ai box office circa 272005000 $, mentre in Italia, sempre alla quinta settimana, il film raggiunse quota 17310569 €.
Alla sesta settimana di programmazione, il film ha raggiunto l'incasso, a livello internazionale, di circa 896600000 $, superando Spider-Man 3 e posizionandosi al 2º posto nella classifica dei film più visti nel 2007. Negli Stati Uniti, sempre alla sesta settimana di programmazione, il film ha raggiunto circa 291597207 $, avvicinandosi alla meta dei 300 milioni di dollari, mentre ai box office italiani, il film ha raggiunto quota 18629275 €.
La Warner Bros. ha confermato a dicembre 2007 che il quinto film della saga ha incassato, a livello internazionale, 940018451 $. È il terzo film della saga, attualmente, ad avere incassato di più, preceduto solamente dal primo film e da Harry Potter e i Doni della Morte - Parte 2. Il quinto film della saga si è classificato al secondo posto tra i film più visti nel 2007.

### Critica
Il film viene accolto con recensioni positive. Sul sito Rotten Tomatoes ottiene il 78% delle recensioni professionali positive e su Metacritic raggiunge un punteggio di 71/100.

## Riconoscimenti
- 2008 - Premio BAFTA
  - Nomination Migliore scenografia a Stuart Craig e Stephenie McMillan
  - Nomination Migliori effetti speciali a Tim Burke, John Richardson, Emma Norton e Chris Shaw
- 2008 - Saturn Award
  - Nomination Miglior film fantasy
  - Nomination Migliore regia a David Yates
  - Nomination Miglior attrice non protagonista a Imelda Staunton
  - Nomination Miglior attore emergente a Daniel Radcliffe
  - Nomination Migliore sceneggiatura a Michael Goldenberg
  - Nomination Migliori costumi a Jany Temime
  - Nomination Miglio trucco a Nick Dudman e Amanda Knight
  - Nomination Miglior colonna sonora a Nicholas Hooper
  - Nomination Migliori effetti speciali a Tim Burke, John Richardson, Paul J. Franklin e Greg Butler
- 2008 - Broadcast Film Critics Association Award
  - Nomination Miglior film per la famiglia
- 2008 - Empire Award
  - Migliore regia a David Yates
  - Nomination Miglior film
  - Nomination Miglior fantasy
  - Nomination Miglior attore protagonista a Daniel Radcliffe
  - Nomination Miglior attrice protagonista a Emma Watson
  - Nomination Miglior colonna sonora

- 2008 - European Film Award
  - Miglior film a David Yates
- 2007 - Las Vegas Film Critics Society Award
  - Migliore scenografia a Stuart Craig e Stephenie McMillan
- 2007 - MTV Movie Award
  - Blockbuster estivo più atteso
- 2008 - MTV Movie Award
  - Miglior bacio a Daniel Radcliffe e Katie Leung
- 2008 - People's Choice Award
  - Miglior film drammatico
- 2007 - National Movie Award
  - Miglior film per famiglia
  - Miglior performance maschile a Daniel Radcliffe
  - Miglior performance femminile a Emma Watson
  - Nomination Miglior performance maschile a Rupert Grint
- 2008 - Motion Picture Sound Editors
  - Miglior montaggio sonoro

## Altri media

### Videogioco
Come i precedenti film della saga, anche per il quinto film è stato prodotto un omonimo videogioco adattato alla storia del film e del libro, immesso in commercio il 29 giugno 2007 e disponibile per PC, PS3, PS2, PSP, Xbox 360, Nintendo Wii e Nintendo DS.